# Eurimedont (fill d'Urà)
Segons la mitologia grega, Eurimedont (en grec antic Εὐρυμέδων) va ser un gegant, fill d'Urà i de Gea. Era considerat el rei de la seua estirp en un país situat als confins de la terra.
Era molt violent, i els seus actes van provocar-li la ruïna i la dels seus súbdits. Una tradició explica que va voler violar Hera quan encara era una nena, i que amb ella va engendrar Prometeu. Això va provocar la ira de Zeus.